# 3. Sinfonie (Bruch)
Die 3. Sinfonie in E-Dur op. 51 ist eine Sinfonie des deutschen Komponisten Max Bruch.

## Entstehung
Nach dem Misserfolg der zweiten Sinfonie von 1870 komponierte Bruch erst 1882 mit der 3. Sinfonie in E-Dur op. 51 erneut eine Sinfonie. Bruch bekam im Sommer 1882 während seiner beruflichen Tätigkeit in Liverpool von Leopold Damrosch den Auftrag zu einer Sinfonie für eine Amerika-Tournee, die von der New Yorker Symphony Society uraufgeführt werden sollte. Bruch griff auf Skizzen zurück, die bis auf das Jahr 1870 zurückreichen, als er in Sondershausen wirkte.
Zwischen 1884 und 1886 nahm Bruch an der Sinfonie Revisionen vor; in dieser Form wurde sie von Breitkopf & Härtel veröffentlicht. Fritz Simrock hatte zuvor nach dem Misserfolg von Bruchs Zweiter Sinfonie die Veröffentlichung der Dritten abgelehnt, woraufhin Bruch schrieb: „Es ist aber seit 1870 viel Wasser durch den Rhein geflossen; ich habe verschiedene Häute abgeworfen und weil ich damals mit der zweiten Sinfonie einiges Pech gehabt habe, so ist damit nicht gesagt, daß ich jetzt wieder Pech haben muss.“

## Zur Musik
Anfangs hatte Bruch mit dem Gedanken gespielt, der Sinfonie den Untertitel Am Rhein zu geben. Das Themenmaterial hat die Grundtonart mit dem Vorspiel zu Bruchs Oper Die Loreley gemeinsam; zum anderen steht das zweite Thema in einer ähnlichen Stimmung und einem ähnlichen Rhythmus wie das Thema von Lenore, einer Hauptfigur in Bruchs Loreley.

### Orchestrierung
Zwei Flöten, zwei Oboen, zwei Klarinetten, zwei Fagotte, vier Waldhörner, drei Trompeten, drei Posaunen, Tuba, Pauke, Streicher

### Satzbezeichnungen
1. Andante sostenuto – Allegro molto vivace – Adagio
2. Adagio. Adagio ma non troppo
3. Scherzo. Vivace
4. Finale. Allegro ma non troppo

### 1. Satz
Der Satz beginnt mit einer langsamen Einleitung in breit angelegten Tempi und mit Soli des ersten Horns und der ersten Klarinette, die für den Verlauf des ganzen Werkes eine wichtige Rolle spielen. Im eigentlichen Satz Allegro molto vivace herrschen breite Melodiethemen vor, die in der Durchführung der klassischen Sonatensatzform des Satzes zu einem beeindruckenden Höhepunkt kommen.

### 2. Satz
Mit seiner choralhaftein Einleitung mit nachfolgenden Variationen und einer Rückkehr zu choralartigen Stimmung des Satzanfangs ist der zweite Satz ähnlich wie der Finalsatz der Schumann (der „Rheinischen Sinfonie“) in einer religiösen Stimmung gehalten.
In einigen Aufführungen der Sinfonie wurde die Reihenfolge des zweiten und des dritten Satzes vertauscht. Eine solche Aufführung der Sinfonie wurde von Hans von Bülow am 5. November 1888 in Bremen dirigiert; er meinte dazu: „[das] Adagio verlangt sehr gesammlte Ohren … [das] Finale klingt direkt danach frischer als nach dem Scherzo“. Für den Dirigenten und Bruchs Freund Carl Martin Reinthaler war die Sinfonie in dieser Form „eine glückliche Inspiration“.

### 3. Satz
Das Scherzo steht in C-Dur und ist von glücklicher und überschwänglicher Stimmung. Er steht in Rondoform und ist von einer schlichten, auf einfachem Arpeggio basierenden Melodik sowie von einem synkopierten Rhythmus einer transparenten Orchestrierung geprägt. Nach den Ausführungen von George Henschel war der Satz für den Boston Daily Advertiser ein Satz, der „den Anschein eines Menuetts erweckt“ in dem die Tänzer im Hochgefühl des Sports ihre höfische Manier vergessen haben. Der Satz ist „raffiniert humorig und unterhaltsam“. Nach der Uraufführung der Sinfonie unter Leopold Damrosch beschrieb die New York Times diesen Satz als „glänzend und originell, und das mit einem gewissen Elan, der ihn unwiderstehlich macht“.

### 4. Satz
Der vierte Satz ist von einem fest verankerten E-Dur-Orgelpunkt, dicker Orchestrierung und Verdoppelungen geprägt.

## Wirkung
Die Uraufführung fand am 17. Dezember 1882 unter Leopold Damrosch in New York statt, die der Boston Daily Advertiser wie folgt beschrieb:

„Sie strebt eindeutig nicht nach dem höchsten Rang der Sinfonie-Komposition, aber sie erfüllt alle Ansprüche, die sie sich gestellt hat, und wenn wir uns nicht gewaltig irren, wächst sie eher über ihr Niveau hinaus als umgekehrt. Sie ist ein schönes Beispiel dafür, was ein Komponist mit einer guten, aber nicht außerordentlichen Erfindungsgabe, mit vorzüglichem musikalischen Feingefühl, erlesenem Geschmack, umfangreicher Bildung und meisterhafter Beherrschung seiner orchestralen Ressourcen erreichen kann“

Die Uraufführung der überarbeiteten Fassung fand am 2. Dezember 1886 im Leipziger Gewandhaus unter der Leitung des Komponisten statt. Weitere Aufführungen des Werkes gab es 1883 in Boston und – in überarbeiteter Form – 1888 in Bremen unter dem Dirigat von Hans von Bülow.